# Xã Riley, Quận Ringgold, Iowa
Xã Riley (tiếng Anh: Riley Township) là một xã thuộc quận Ringgold, tiểu bang Iowa, Hoa Kỳ. Năm 2010, dân số của xã này là 87 người.